# Cebiche de chochos
El ceviche de chochos es un plato preparado a partir de semillas de chocho (Lupinus mutabilis), tarwi o tawri, que se consume en zonas andinas de Ecuador y de Perú. Es una de las formas tradicionales de preparación y aprovechamiento de las propiedades medicinales y nutritivas de esta leguminosa andina.

## Variedades

### Ecuador
Dentro de la gastronomía ecuatoriana el ceviche de chochos, también llamado cevichochos, se considera una comida típica de Riobamba cuyo principal ingrediente son las semillas de chocho.

### Perú
En el Perú el cebiche de chochos es muy popular en la región de Áncash y también es consumido en otras regiones como Cajamarca, Huánuco, Junín, Cusco y Puno.
En 2007 se elaboró un plato de 30 metros de largo en la Plaza de Armas de Huari como forma de promocionar su consumo.